# Xã Union, Quận Jasper, Missouri
Xã Union (tiếng Anh: Union Township) là một xã thuộc quận Jasper, tiểu bang Missouri, Hoa Kỳ. Năm 2010, dân số của xã này là 2.296 người.